# Temple Israel (Minneapolis, Minnesota)

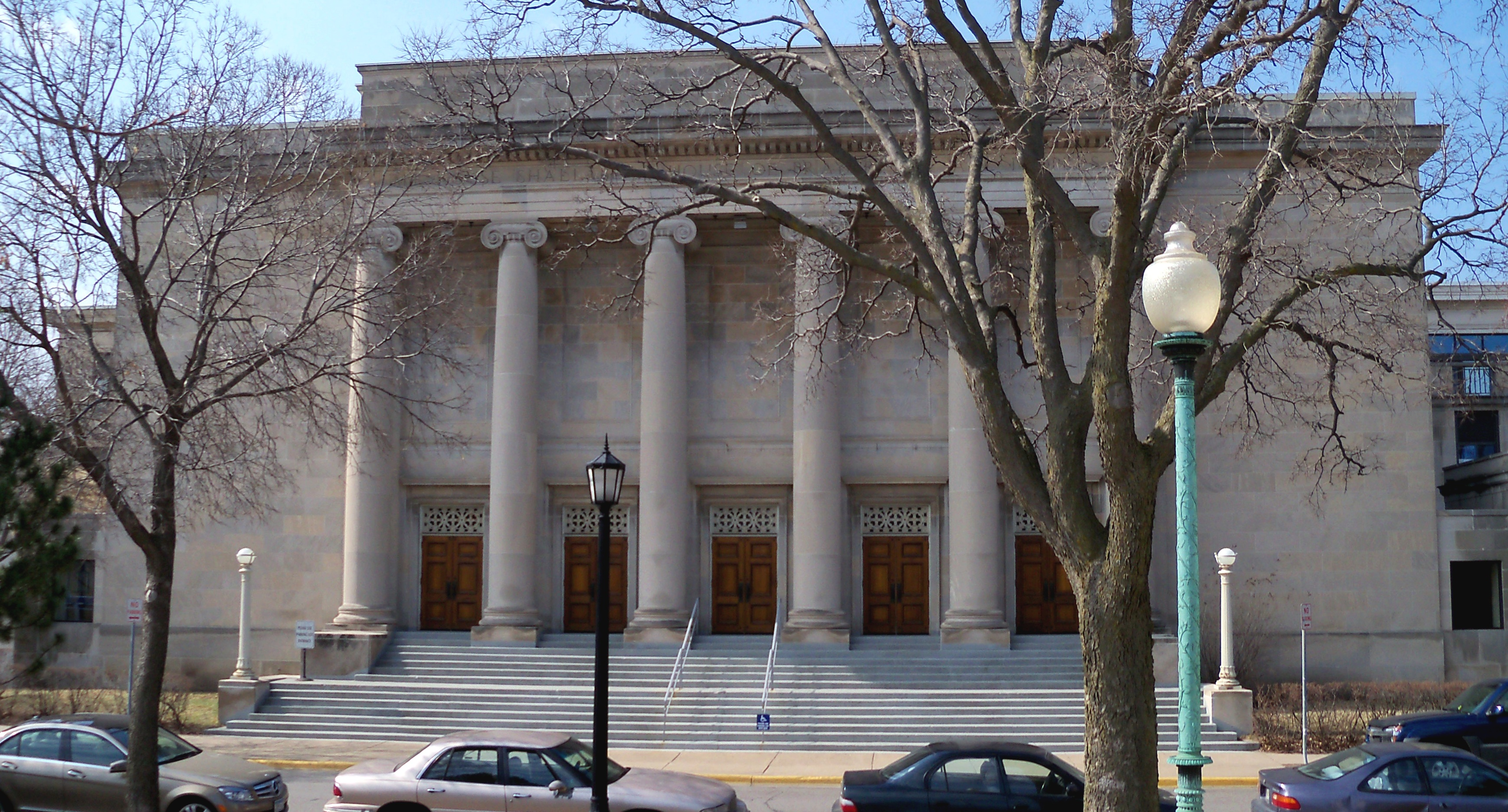
Temple Israel

Le Temple Israel est une synagogue de la communauté juive réformée de Minneapolis, dans l'État du Minnesota, aux États-Unis.

## Les débuts

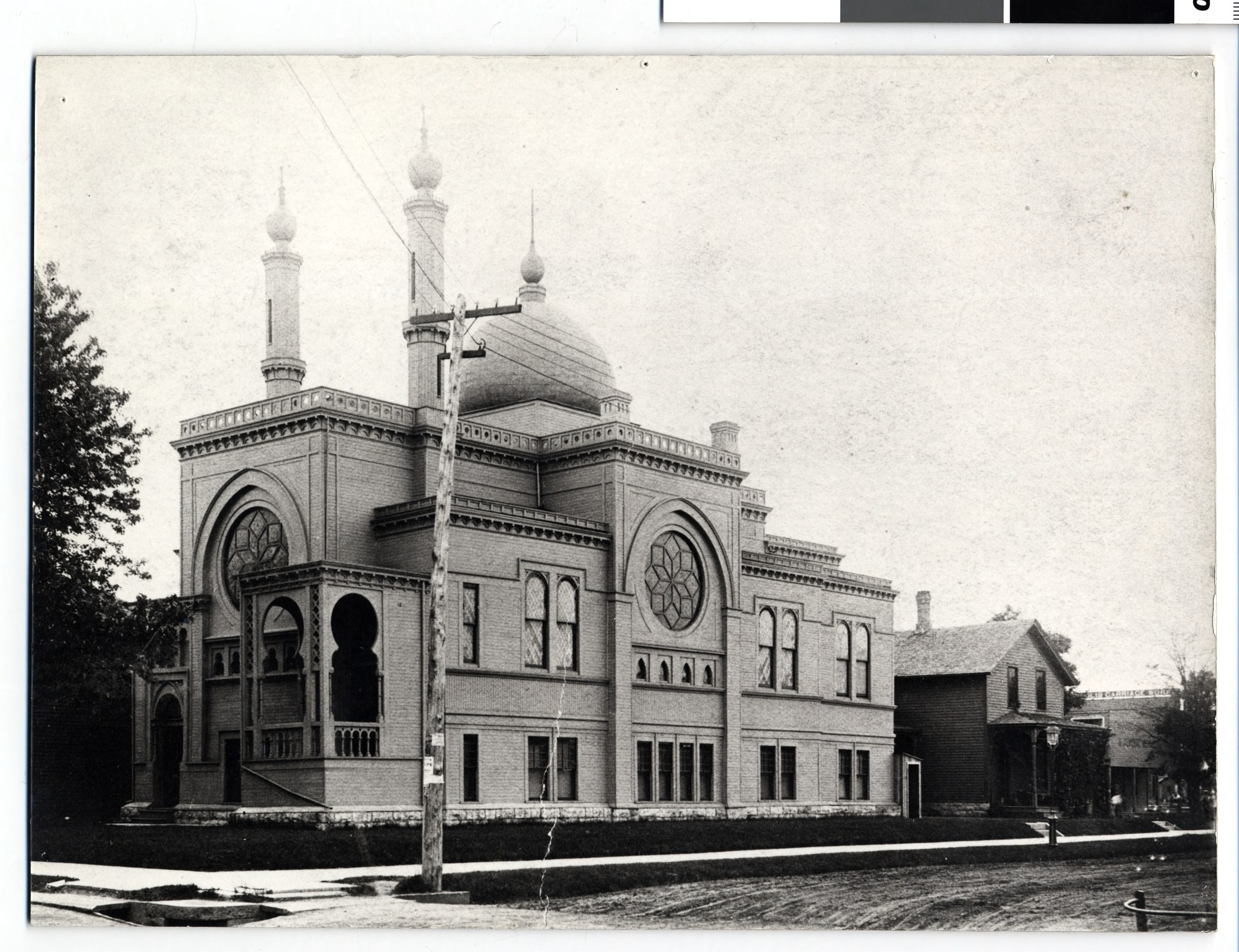
La première synagogue en style néo-mauresque en 1890

En 1875, près de 200 Juifs vivent à Minneapolis, la plupart d'entre eux sont germanophones, originaires de Bohême. Plusieurs sont des hommes d'affaires ou industriels prospères.
La communauté est fondée en 1878 en tant que communauté orthodoxe, connue sous le nom de Shaarai Tov (Portes de la bonté).
Les 23 membres fondateurs louent une salle à l'intersection des avenues Nicollet et Washington pour les offices du vendredi soir et tiennent des cours de religion le dimanche au domicile du président.  La  Hebrew Ladies Benevolent Society (Société de bienfaisance des femmes juives), fondée en 1877, change alors son nom en Shaarai Tov Sisterhood (Sororité Shaarai Tov). Leur but initial est d'offrir de l'aide aux malades, d'apprêter les morts pour leur enterrement, d'aider les nouveaux immigrants et les pauvres Juifs. Mais leur activité va s'étendre à l'organisation de récitals, bals, diners de bienfaisance et ventes d'objets pour récolter de l'argent pour la construction d'une synagogue.   

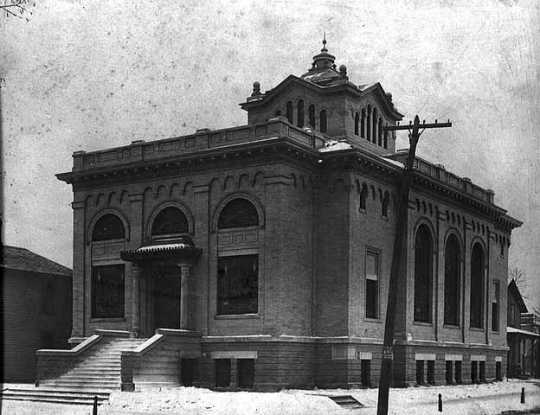
La première synagogue en pierre, vers 1916

En 1880, la communauté fait construire par Leroy Buffington, un des architectes de renom de Minneapolis, sa première synagogue, un bâtiment en bois de style néo-mauresque, situé sur la 5e rue entre la 1re avenue (devenue avenue Marquette) et la 2e avenue-sud. En 1888, la communauté déplace le bâtiment à l'intersection de la 10e rue et de la 5e avenue-sud. Quand le bâtiment est détruit par le feu en 1902, la communauté, qui a toujours moins de 100 familles membres, fait appel au cabinet d'architectes Kinney and Ditweiler, pour construire une nouvelle synagogue en pierre sur le terrain de la synagogue détruite. Le coût de la construction s'élève à 18 000 dollars. 

## Le rabbin Deinard: le changement et la croissance

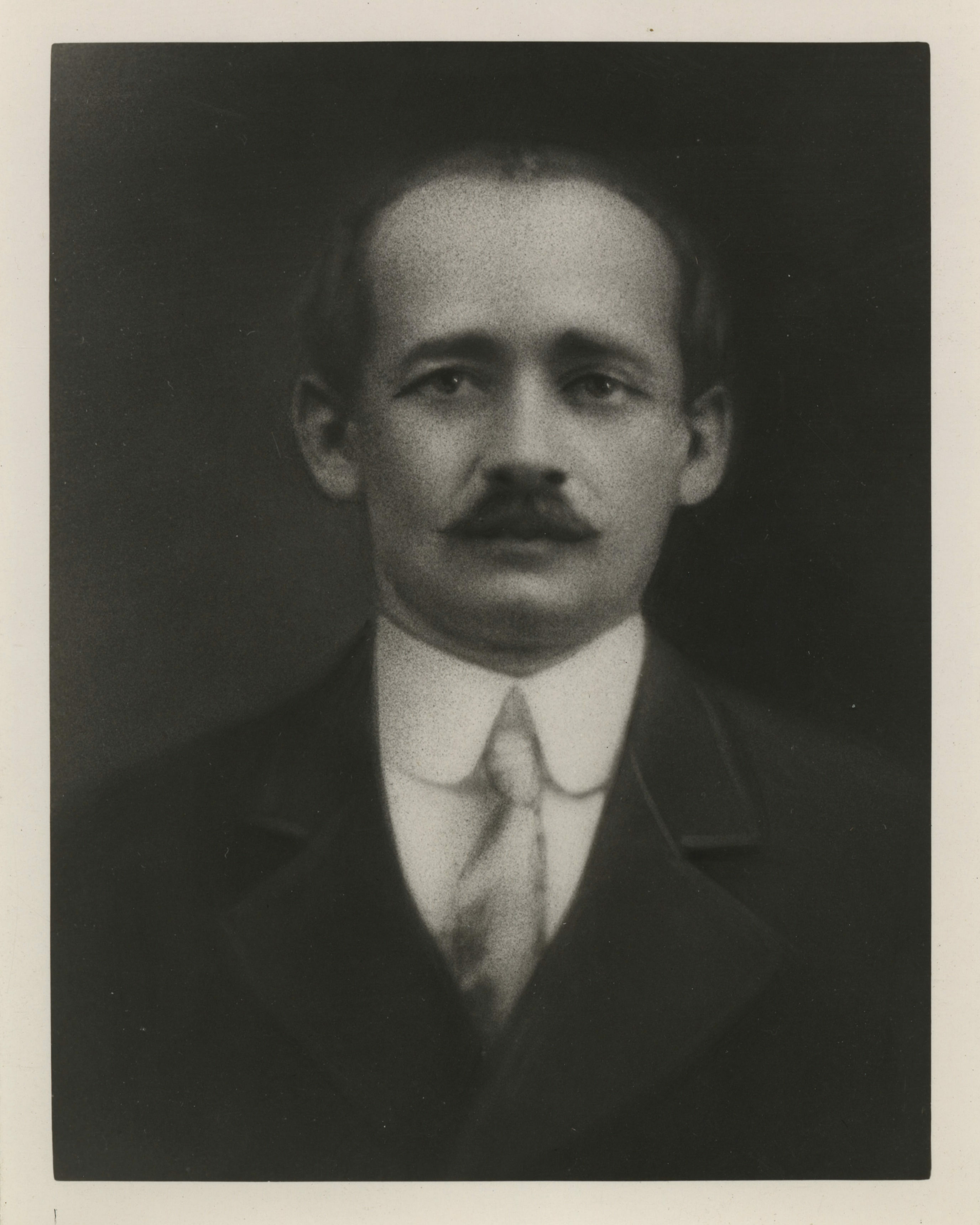
Rabbin Deinard

Pendant les vingt premières années de la communauté Shaarai Tov, cinq rabbins vont se succéder, puis trois rabbins importants vont diriger la communauté pendant la majeure partie du XXe siècle. Le premier Samuel N. Deinard est embauché en 1901 avec un salaire de 2 000 dollars par an. Les premiers rabbins ont introduit de nombreuses adaptations par rapport à la pratique traditionnelle orthodoxe. Ni le rabbin, ni les fidèles ne couvrent leur tête pour prier. La Bar Mitzvah à l'âge de 13 ans est remplacée par une confirmation à 16 ans. Un nouveau livre de prière anglais-hébreu est introduit. Quand Deinard arrive, de nouveaux changements sont rapidement introduits.  Deinard qui a grandi en Palestine, pousse la communauté à aider les pionniers juifs installés en Terre d'Israël. Il fonde en 1912 American Jewish World, un hebdomadaire pour destinés aux communautés des Twin Cities (Saint Paul et Minneapolis), et sert de médiateurs entre les Juifs orthodoxes venus d'Europe de l'Est et les Juifs allemands beaucoup plus libéraux. En 1907, 125 familles sont membres de Shaarai Tov et 100 élèves sont inscrits aux cours du dimanche et aux cours d'hébreu.  
En 1914, en raison de l'accroissement du nombre de fidèles, Shaarai Tov achète pour 14 000 dollars une grande maison située au carrefour de la 24e rue et de l'avenue Emerson-sud, pour en faire un centre communautaire et y installer des classes pour les 200 élèves suivant à présent les cours de religion. En 1920, la communauté change de nom et devient Temple Israel. 
Le 12 octobre 1921, Deinard meurt d'une crise cardiaque à 48 ans, le matin de Yom Kippour.

## Le rabbin Minda: la nouvelle synagogue
Pour remplacer Deinard, la communauté choisit comme nouveau rabbin Albert G. Minda, originaire de South Bend en Indiana, qui n'a été ordonné que trois ans auparavant. Minda continue à innover comme son prédécesseur. Il modifie le programme de l'école religieuse et met sur pied une formation des enseignants commune avec la communauté Mount Zion Temple de Saint Paul. 
La communauté continuant de grandir, elle fait construire sur le site de la maison communautaire, une nouvelle synagogue de style néo-classique, conçue par l'architecte Jack Liebenberg du cabinet Jack Liebenberg and Seeman Kaplan. L'inauguration se déroule le 1er septembre 1928. La façade sur l'avenue Emerson avec ses piliers reflète l'influence grecque du judaïsme ancien. Les cinq portes représentent les cinq livres de la Torah: la Genèse, l'Exode, Le Lévitique, Les Prophètes et le Deutéronome. Les douze colonnes rappellent les douze tribus de l'ancien Israël. Les feuilles d'acanthe sur le revêtement de l'orgue évoquent le temps où les Juifs étaient esclaves en Égypte. Les vitraux des fenêtres sont dédiés à la création, aux patriarches, à l'exode, au temple, aux prophètes et aux idéaux post-bibliques. La salle de prière possède une excellente acoustique et permet d'accueillir 950 fidèles. Une plus petite salle servant pour les offices en semaine porte le nom du rabbin Deinard.   
Pour la construction de la synagogue dont le coût total s'élève à 225 000 dollars, la communauté doit emprunter la somme de 150 000 dollars, cautionnée par ses membres. Quand en 1929 arrive la Grande Dépression, la communauté pour continuer à rembourser son emprunt, organise des ventes de charité, bazars, récitals, diners, loteries, etc. élaborés par la sororité et le Men'sClub et connus sous le nom de  Rigadoo, qui lui rapportent 25 000 dollars en cinq ans, suffisamment pour sauver la communauté et sa synagogue.  
Le rabbin Minda est très impliqué dans sa communauté. Il se joint avec le clergé des églises environnantes pour combattre les préjugés raciaux et religieux. Il est un des fondateurs de la Minneapolis Urban League (Ligue urbaine de Minneapolis) et de la Minneapolis Round Table of Christians and Jews (Table ronde de Minneapolis des Chrétiens et des Juifs).   
En 1940, il crée une galerie d'art juif et un musée dans le bâtiment de la synagogue. En 1955, une école religieuse supplémentaire est construite. Le nombre de membres de la communauté bondit de 384 familles en 1944 à environ 1 000 en 1958.

## Le rabbin Shapiro: implication dans la société civile
En 1963, le rabbin Minda prend sa retraite et est remplacé par le rabbin Max Shapiro, qui était rabbin adjoint à Temple Israel depuis 1955. La communauté atteint alors les 1 200 familles. Shapiro va essayer d'incorporer dans la pratique certains rituels que le judaïsme réformé avait antérieurement abandonnés: la Torah est lue le vendredi soir, le programme des Bar/Bat Mitzvah et les chants liturgiques sont modernisés. Il accorde un rôle plus important dans les offices aux femmes.  
Comme son prédécesseur, le rabbin Shapiro est très impliqué dans la lutte pour les droits civiques et la déségrégation. Il fonde le Minnesota Council on Religion and Race (Conseil du Minnesota sur la religion et la race), dont il devient président. Il est aussi membre du  State Commission Against Discrimination (Commission d'État contre la discrimination) et du Minneapolis Committee on Fair Housing (Comité de Minneapolis sur le logement équitable). Ses sermons sont publiés dans l'American Jewish World et des extraits apparaissent régulièrement dans le Minneapolis Tribune.
Malgré le départ en 1981 d'un groupe de fidèles pour former la communauté Bet Shalom, la communauté Temple Israel continue à grandir. Le 30 juin 1985, Shapiro est nommé rabbin émérite  et va alors s'occuper du poste de directeur du Center for Jewish-Christian Learning à l'Université de Saint-Thomas de Saint Paul. À son départ, la communauté compte environ 1 850 familles membres. C'est alors la dixième plus grosse communauté réformée des États-Unis. Shapiro 

## Le retour à la tradition
Début 1985, le rabbin Stephen Pinsky devient le rabbin de la communauté. Il suit le mouvement national d'un retour à un style plus traditionnel de pratiques, introduisant plus d'hébreu dans les offices et plus d'emphase sur le rituel. Pendant ses fonctions, le Temple engage sa première femme rabbin, Marcia Zimmerman, et son premier Hazzan(chantre) dûment formé, Barry Abelson.
En 1987, une importante extension, conçue par le cabinet d'architectes Benz, Thompson and Reitow est ajoutée au temple, avec une nouvelle entrée du côté des parkings, un théâtre de 250 places, des salles de réunions et de bureaux, et des ascenseurs pour rendre la synagogue accessible aux handicapés. 
En 1992, le rabbin Joseph Edelheit arrive au Temple Israel en provenance de Chicago, Illinois. Lui aussi se focalise sur l'éducation et les sujets sociaux et de dialogue interreligieux. Il continue dans la voie d'un office du Chabbat plus traditionnel.  
Actuellement, en 2015, le Temple Israel est une communauté de près de 2 000 familles membres. 